# Ernest Witty
Ernest Francis Witty Cotton, né le 31 août 1880 à Barcelone (Catalogne, Espagne) et mort le 1er avril 1969 à Worthing (Angleterre), est un footballeur, tennisman et dirigeant sportif hispano-anglais. 

## Biographie
Ernest Witty est le fils de Frederick Witty, un entrepreneur britannique originaire du Yorkshire qui s'établit à Barcelone en fondant en 1873 une entreprise du nom de F. Witty. Aussi bien Ernest que son frère aîné Arthur Witty sont élevés à la Merchant Taylors' School de Merseyside où le sport tenait une place importante dans la formation des étudiants. De retour à Barcelone, les deux frères se joignent à l'entreprise de leur père qui devient la Witty Sociedad Anonima, Witty S.A.
Ernest commence à jouer au football à la Colonie anglaise de Barcelone. Il joue aussi au tennis et cofonde en 1899 le Real Club de Tenis Barcelona avec son frère Arthur, Hans Gamper, Udo Steinberg et John Parsons, entre autres. Il pratique le tennis avec Hans Gamper. Lorsque ce dernier fonde le FC Barcelone, les deux frères Witty prennent rapidement part à la vie du club. Ernest Witty est joueur du FC Barcelone lors de la première saison du club. Il continue à jouer au tennis jusqu'en 1916.